# بخش برازاتگی
بخش برازاتگی پارتیدو (به اسپانیایی: Partido de Berazategui) یک منطقهٔ مسکونی در آرژانتین است که در استان بوئنوس آیرس واقع شده‌است. بخش برازاتگی پارتیدو ۱۸۸ کیلومتر مربع مساحت و ۳۲۰٬۲۲۴ نفر جمعیت دارد.